# فكتور بيترنكو
فكتور بيترنكو (بالأوكرانية: Віктор Васильович Петренко) هو مدرب تزلج فني ‏ أوكراني، ولد في 27 يونيو 1969 في أوديسا في أوكرانيا.

## وصلات خارجية
- فكتور بيترنكو على موقع اللجنة الأولمبية الدولية (الإنجليزية)
- فكتور بيترنكو على موقع أوليمبيديا (الإنجليزية)